# كارلوس سيسنيروس (سياسي)
كارلوس سيسنيروس هو سياسي أمريكي، ولد في 13 مايو 1948 في كوييستا في الولايات المتحدة، وتوفي في 17 سبتمبر 2019. نشط حزبياً في الحزب الديمقراطي. وقد انتخب عضو مجلس ولاية نيومكسيكو ‏.